# Azzurra Volley San Casciano 2016-2017
Questa voce raccoglie le informazioni riguardanti l'Azzurra Volley San Casciano nelle competizioni ufficiali della stagione 2016-2017.

## Stagione
La stagione 2016-17 è per l'Azzurra Volley San Casciano, sponsorizzata da Il Bisonte e portando nella denominazione la città di Firenze, sede del palazzetto di gioco, la terza consecutiva in Serie A1: nonostante la retrocessione ottenuta al termine del campionato 2015-16, la squadra viene ripescata nella massima divisione. Come allenatore viene scelto Marco Bracci mentre la rosa è quasi del tutto modificata con le uniche conferme di Marta Bechis, Raffaella Calloni, Giulia Pietrelli e Beatrice Parrocchiale; il mercato di entrata vede tra gli acquisti quelli di Stephanie Enright, Laura Melandri, Odina Əliyeva, Indre Sorokaite e Natalia Brussa, quello di uscita vede le cessioni di Chiara Negrini, Nataša Krsmanović, Carmen Țurlea, Senna Ušić e Tereza Vanžurová.
Il campionato si apre con due sconfitte consecutive: la prima vittoria arriva alla terza giornata in casa del Club Italia; segue quindi un periodo di risultati altalenanti per arrivare poi alle ultime tre giornate del girone di andata caratterizzate da tre gare perse e il nono posto in classifica, non utile per accedere alla Coppa Italia. Anche il girone di ritorno comincia con due insuccessi, poi in tutto il resto della regular season la squadra di San Casciano in Val di Pesa ottiene esclusivamente vittorie, eccetto alla diciassettesima e ventesima giornata quando è sconfitta dal Neruda Volley e dal River Volley, confermando il nono posto in classifica. Negli ottavi di finale dei play-off scudetto vince la gara di andata per 3-0 contro il Neruda Volley ma perde quella di ritorno per 3-1: tuttavia si qualifica al turno successiva grazie a un migliore quoziente set; nei quarti di finale la sfida è contro l'Imoco Volley: dopo aver vinto gara 1, viene sconfitta sia in gara 2 che in gara 3 uscendo quindi dalla competizione.

## Organigramma societario
Area direttiva
- Presidente: Elio Sità
- Presidente onorario: Wanny Di Filippo

Area organizzativa
- Dirigente: Duccio Ripasarti, Maurizio Petrocelli, Giovanni Sieni, Alessandro Ginanni
- Dirigente accompagnatore: Valentina Tiloca

Area tecnica
- Allenatore: Marco Bracci
- Allenatore in seconda: Marcello Cervellin
- Scout man: Lorenzo Librio, Giorgio Cotroneo

Area comunicazione
- Ufficio stampa: Andrea Pratellesi

Area sanitaria
- Medico: Laura Bavecchi Chellini
- Preparatore atletico: Andrea Falsetti
- Fisioterapista: Michele Savarese, Marco Tonerini

## Rosa
| N° | Nome                  | Ruolo | Data di nascita   | Nazionalità sportiva |
| -- | --------------------- | ----- | ----------------- | -------------------- |
| 1  | Indre Sorokaite       | S/O   | 2 luglio 1988     | Italia               |
| 2  | Natalia Brussa        | S/O   | 13 febbraio 1985  | Italia               |
| 3  | Marta Bechis          | P     | 4 settembre 1989  | Italia               |
| 4  | Odina Əliyeva         | S     | 22 maggio 1990    | Azerbaigian          |
| 5  | Maria Chiara Norgini  | L     | 11 settembre 1998 | Italia               |
| 6  | Valeria Rosso         | S     | 24 ottobre 1981   | Italia               |
| 7  | Stephanie Enright     | S     | 15 dicembre 1990  | Porto Rico           |
| 8  | Francesca Bonciani    | P     | 25 maggio 1992    | Italia               |
| 9  | Laura Melandri        | C     | 31 gennaio 1995   | Italia               |
| 10 | Beatrice Parrocchiale | L     | 26 dicembre 1995  | Italia               |
| 11 | Vittoria Repice       | C     | 1º giugno 1986    | Italia               |
| 12 | Giulia Pietrelli      | S     | 27 agosto 1988    | Italia               |
| 13 | Raffaella Calloni     | C     | 4 maggio 1983     | Italia               |

## Mercato
| Acquisti | Acquisti             | Acquisti           | Acquisti   |
| R.       | Nome                 | da                 | Modalità   |
| -------- | -------------------- | ------------------ | ---------- |
| P        | Francesca Bonciani   | Forlì              | definitivo |
| S/O      | Natalia Brussa       | Hermaea            | definitivo |
| S        | Stephanie Enright    | Criollas de Caguas | definitivo |
| C        | Laura Melandri       | River              | definitivo |
| L        | Maria Chiara Norgini | Beng Rovigo        | definitivo |
| S        | Odina Əliyeva        | Azərreyl           | definitivo |
| S        | Vittoria Repice      | Trentino Rosa      | definitivo |
| S        | Valeria Rosso        | inattiva           | definitivo |
| S/O      | Indre Sorokaite      | River              | definitivo |

| Cessioni | Cessioni          | Cessioni        | Cessioni   |
| R.       | Nome              | a               | Modalità   |
| -------- | ----------------- | --------------- | ---------- |
| S        | Chiara Negrini    | Filottrano      | definitivo |
| C        | Nataša Krsmanović | -               | ritirata   |
| C        | Linda Martinuzzo  | Cutrofiano      | definitivo |
| P        | Fiamma Mazzini    | Teodora Casadio | definitivo |
| S/O      | Elena Perinelli   | Club Italia     | definitivo |
| S        | Valeria Rosso     | -               | svincolata |
| S/O      | Carmen Țurlea     | Casalmaggiore   | definitivo |
| S        | Senna Ušić        | ?               | definitivo |
| S/O      | Tereza Vanžurová  | Filottrano      | definitivo |

## Risultati

### Serie A1

#### Girone di andata
| 1ª giornata - 16 ottobre 2016 PalaNorda, Bergamo              | Bergamo       | 3 - 1 | San Casciano    | 25-19, 25-15, 23-25, 25-13        |
| 2ª giornata - 23 ottobre 2016 Nelson Mandela Forum, Firenze   | San Casciano  | 2 - 3 | Imoco           | 23-25, 15-25, 25-19, 25-19, 17-19 |
| 3ª giornata - 30 ottobre 2016 PalaYamamay, Busto Arsizio      | Club Italia   | 2 - 3 | San Casciano    | 21-25, 26-24, 23-25, 25-20, 18-20 |
| 4ª giornata - 6 novembre 2016 Nelson Mandela Forum, Firenze   | San Casciano  | 0 - 3 | Pro Victoria    | 23-25, 29-31, 22-25               |
| 5ª giornata - 13 novembre 2016 PalaTerdoppio, Novara          | AGIL          | 2 - 3 | San Casciano    | 21-25, 26-24, 25-14, 20-25, 10-15 |
| 6ª giornata - 20 novembre 2016 Nelson Mandela Forum, Firenze  | San Casciano  | 3 - 1 | Neruda          | 25-19, 25-22, 19-25, 26-24        |
| 7ª giornata - 27 novembre 2016 PalaRadi, Cremona              | Casalmaggiore | 3 - 0 | San Casciano    | 25-16, 25-22, 25-18               |
| 8ª giornata - 4 dicembre 2016 PalaYamamay, Busto Arsizio      | Busto Arsizio | 0 - 3 | San Casciano    | 19-25, 22-25, 11-25               |
| 9ª giornata - 11 dicembre 2016 Nelson Mandela Forum, Firenze  | San Casciano  | 0 - 3 | River           | 23-25, 20-25, 20-25               |
| 10ª giornata - 18 dicembre 2016 PalaGeorge, Montichiari       | Flero         | 3 - 1 | San Casciano    | 26-24, 22-25, 25-19, 25-18        |
| 11ª giornata - 26 dicembre 2016 Nelson Mandela Forum, Firenze | San Casciano  | 1 - 3 | Savino Del Bene | 26-24, 21-25, 20-25, 20-25        |

#### Girone di ritorno
| 12ª giornata - 14 gennaio 2017 Nelson Mandela Forum, Firenze   | San Casciano    | 2 - 3 | Bergamo       | 16-25, 18-25, 25-22, 25-16, 15-17 |
| 13ª giornata - 21 gennaio 2017 PalaVerde, Villorba             | Imoco           | 3 - 1 | San Casciano  | 25-19, 23-25, 27-25, 25-19        |
| 14ª giornata - 29 gennaio 2017 Nelson Mandela Forum, Firenze   | San Casciano    | 3 - 2 | Club Italia   | 25-20, 19-25, 25-17, 15-25, 15-13 |
| 15ª giornata - 5 febbraio 2017 Palazzetto dello Sport, Monza   | Pro Victoria    | 1 - 3 | San Casciano  | 25-23, 25-27, 22-25, 23-25        |
| 16ª giornata - 12 febbraio 2017 Nelson Mandela Forum, Firenze  | San Casciano    | 3 - 2 | AGIL          | 19-25, 25-20, 15-25, 25-19, 19-17 |
| 17ª giornata - 15 febbraio 2017 PalaResia, Bolzano             | Neruda          | 3 - 2 | San Casciano  | 26-24, 18-25, 23-25, 25-21, 15-9  |
| 18ª giornata - 2 marzo 2017 Nelson Mandela Forum, Firenze      | San Casciano    | 3 - 2 | Casalmaggiore | 25-18, 9-25, 25-16, 16-25, 15-13  |
| 19ª giornata - 26 febbraio 2017 Nelson Mandela Forum, Firenze  | San Casciano    | 3 - 0 | Busto Arsizio | 25-23, 25-16, 25-14               |
| 20ª giornata - 11 marzo 2017 PalaPanini, Modena                | River           | 3 - 0 | San Casciano  | 25-18, 25-22, 25-22               |
| 21ª giornata - 19 febbraio 2017 Nelson Mandela Forum, Firenze  | San Casciano    | 3 - 1 | Flero         | 25-17, 25-22, 20-25, 25-21        |
| 22ª giornata - 25 marzo 2017 Palazzetto dello Sport, Scandicci | Savino Del Bene | 2 - 3 | San Casciano  | 26-24, 22-25, 25-16, 20-25, 11-15 |

#### Play-off scudetto
| Ottavi di finale (andata) - 30 marzo 2017 Nelson Mandela Forum, Firenze | San Casciano | 3 - 0 | Neruda       | 28-26, 25-21, 25-21               |
| Ottavi di finale (ritorno) - 3 aprile 2017 PalaResia, Bolzano           | Neruda       | 3 - 1 | San Casciano | 25-23, 25-19, 16-25, 25-22        |
| Quarti di finale (gara 1) - 8 aprile 2017 Nelson Mandela Forum, Firenze | San Casciano | 3 - 2 | Imoco        | 25-18, 25-15, 23-25, 17-25, 15-10 |
| Quarti di finale (gara 2) - 17 aprile 2017 PalaVerde, Villorba          | Imoco        | 3 - 1 | San Casciano | 20-25, 27-25, 25-18, 25-16        |
| Quarti di finale (gara 3) - 18 aprile 2017 PalaVerde, Villorba          | Imoco        | 3 - 0 | San Casciano | 26-24, 25-20, 25-17               |

## Statistiche

### Statistiche di squadra
| Competizione | Punti | In casa | In casa | In casa | In trasferta | In trasferta | In trasferta | Totale | Totale | Totale |
| Competizione | Punti | G       | V       | P       | G            | V            | P            | G      | V      | P      |
| ------------ | ----- | ------- | ------- | ------- | ------------ | ------------ | ------------ | ------ | ------ | ------ |
| Serie A1     | 30    | 13      | 8       | 5       | 14           | 5            | 9            | 27     | 13     | 14     |
| Totale       | -     | 13      | 8       | 5       | 14           | 5            | 9            | 27     | 13     | 14     |

G = partite giocate; V = partite vinte; P = partite perse

### Statistiche dei giocatori
| Giocatore       | Serie A1 | Serie A1 | Serie A1 | Serie A1 | Serie A1 | Totale | Totale | Totale | Totale | Totale |
| Giocatore       | P        | PT       | AV       | MV       | BV       | P      | PT     | AV     | MV     | BV     |
| --------------- | -------- | -------- | -------- | -------- | -------- | ------ | ------ | ------ | ------ | ------ |
| M. Bechis       | 26       | 49       | 29       | 15       | 5        | 26     | 49     | 29     | 15     | 5      |
| F. Bonciani     | 23       | 4        | 2        | 0        | 2        | 23     | 4      | 2      | 0      | 2      |
| N. Brussa       | 19       | 25       | 22       | 3        | 0        | 19     | 25     | 22     | 3      | 0      |
| R. Calloni      | 25       | 279      | 197      | 73       | 9        | 25     | 279    | 197    | 73     | 9      |
| S. Enright      | 27       | 422      | 370      | 26       | 26       | 27     | 422    | 370    | 26     | 26     |
| L. Melandri     | 27       | 196      | 104      | 87       | 5        | 27     | 196    | 104    | 87     | 5      |
| M. Norgini      | 16       | 0        | 0        | 0        | 0        | 16     | 0      | 0      | 0      | 0      |
| O. Əliyeva      | 26       | 274      | 227      | 31       | 16       | 26     | 274    | 227    | 31     | 16     |
| B. Parrocchiale | 27       | 0        | 0        | 0        | 0        | 27     | 0      | 0      | 0      | 0      |
| G. Pietrelli    | 26       | 26       | 25       | 1        | 0        | 26     | 26     | 25     | 1      | 0      |
| V. Repice       | 5        | 17       | 13       | 4        | 0        | 5      | 17     | 13     | 4      | 0      |
| V. Rosso        | -        | -        | -        | -        | -        | -      | -      | -      | -      | -      |
| I. Sorokaite    | 27       | 529      | 474      | 27       | 28       | 27     | 529    | 474    | 27     | 28     |

P = presenze; PT = punti totali; AV = attacchi vincenti; MV = muri vincenti; BV = battute vincenti